# Hełm wz. 2005

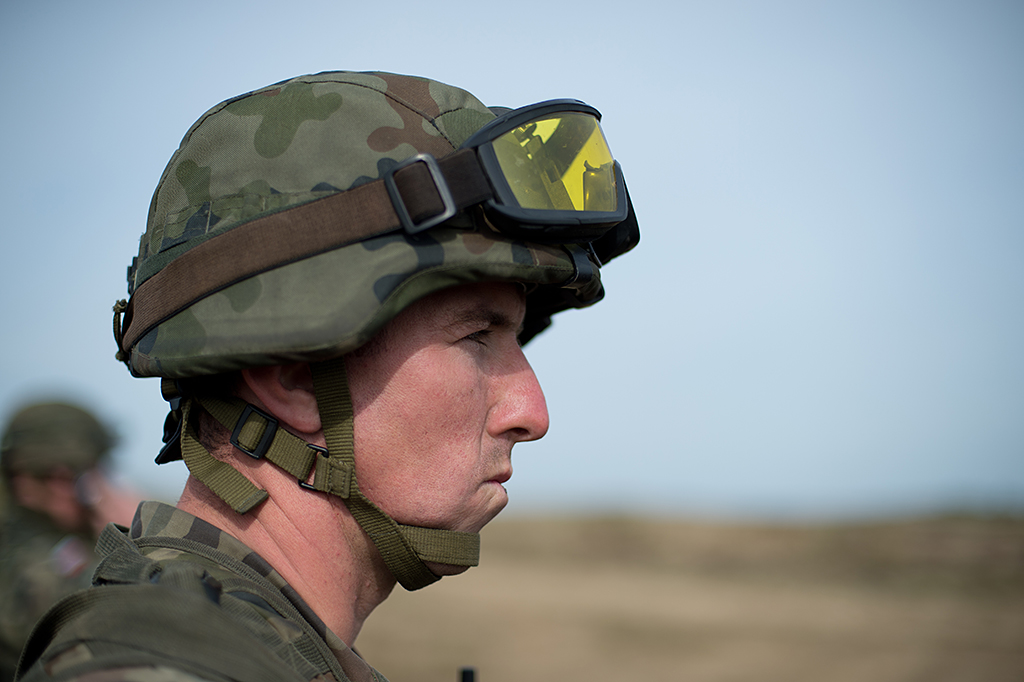
Polski żołnierz w hełmie wz. 2005

Hełm wz. 2005 – przepisowy hełm Sił Zbrojnych Rzeczypospolitej Polskiej od roku 2006. Następca hełmów wz. 93 i wz. 2000.

## Historia

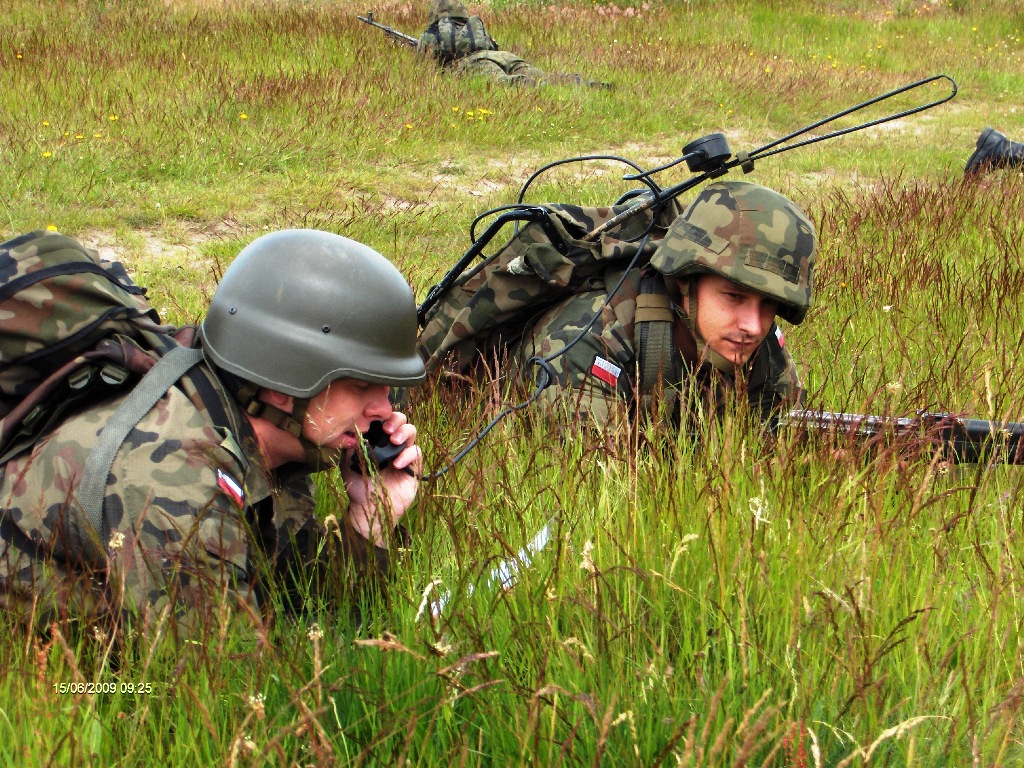
Żołnierze w hełmach wz. 2005

Prace nad nowym hełmem podjęto w Wojskowym Instytucie Technicznym Uzbrojenia oraz w przedsiębiorstwie Maskpol SA. Wspólnie opracowano nowy hełm. Kształt dzwonu wzorowano na takich konstrukcjach jak amerykański hełm PASGT i niemiecki hełm Schubert. Zastosowano także nową tkaninę aramidową. Poprawiło to znacznie właściwości balistyczne. Tkaninę do produkcji hełmów wz. 2005 dostarcza firma DuPont – Kevlar oraz Teijin – Twaron.
W porównaniu do poprzedników zmieniono także wyposażenie wewnętrzne hełmu. Podobnie jak w wypadku hełmu Schuberta zastosowano wkład zbudowany z systemu pasków oraz siateczki. Po uwagach żołnierzy w początkowym okresie użytkowania wprowadzono nowszą, czteropunktową wersję fasunku. Nastąpiło to jednak dopiero w roku 2008.
Według producenta hełm przystosowany jest do współpracy z maską przeciwgazową oraz systemami noktowizyjnymi. Do hełmu stosuje się pokrowce materiałowe w kamuflażu pantera leśna, pustynna oraz czarne (dla Marynarki Wojennej) i niebieskie (dla żołnierzy kontyngentów ONZ)[potrzebny przypis]. 
W roku 2015 wprowadzono na wyposażenie wojsk powietrznodesantowych nowy hełm desantowy HA-03, w marcu 2016 wycofany jednak ze skoków spadochronowych, do czasu usunięcia wykrytych wad.

## Użytkownicy

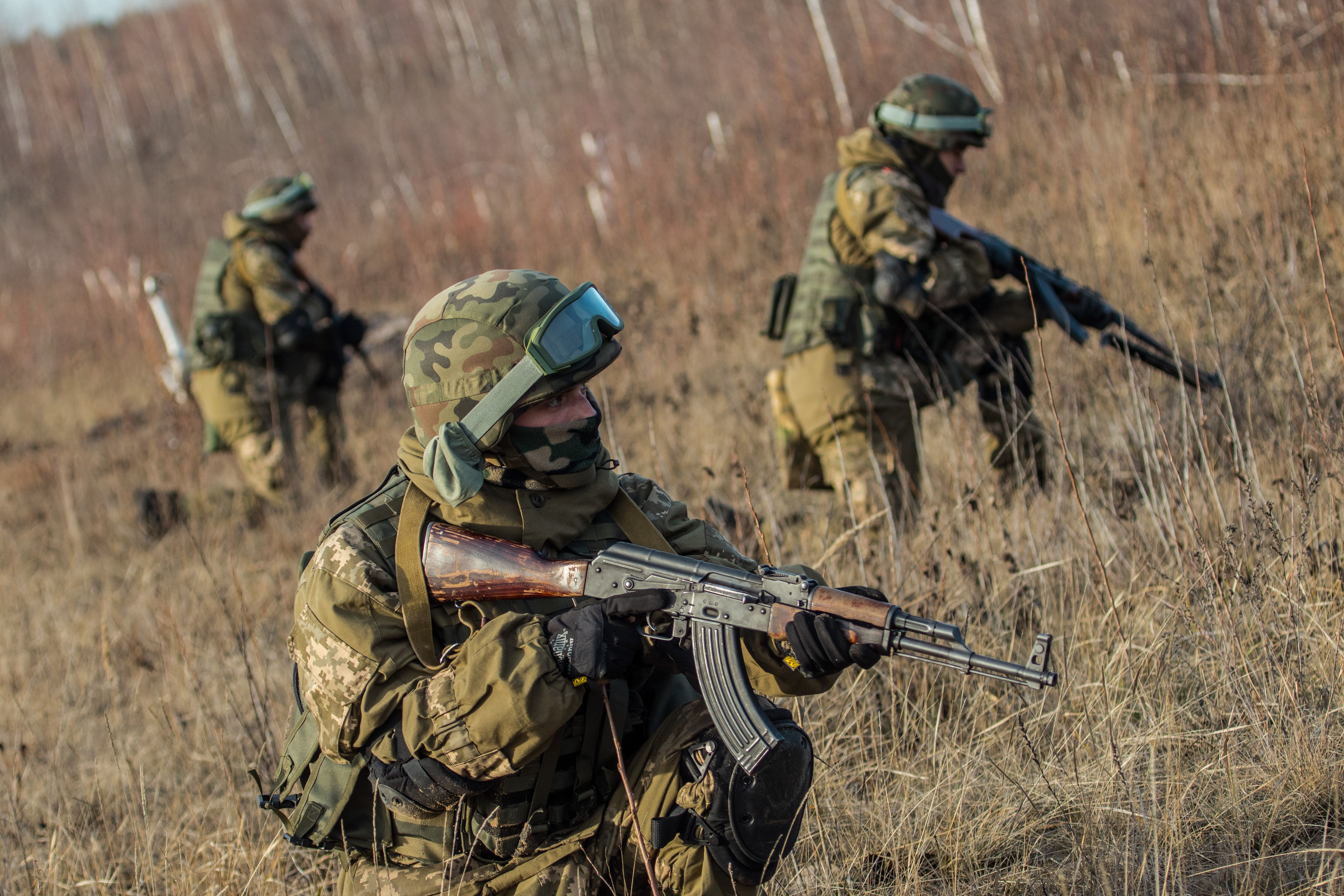
Żołnierze ukraińscy w hełmach wz. 2005

- Polska
- Ukraina[4][5]